# Patrik Schuler
Patrik Schuler (* 14. März 1990 in Winterthur) ist ein ehemaliger Schweizer Fussballspieler.

## Karriere
Patrik Schuler kam aus der Jugend des FC Winterthur und spielte von 2006 bis 2009 mit der U-21 in der 1. Liga.
Beim ersten Spiel von Trainer Boro Kuzmanovic gab auch Schuler beim Spiel gegen den FC Schaffhausen am 27. Juli 2009 sein Debüt in der ersten Mannschaft. Das erste Mal in der Startelf spielte er am 5. Dezember desselben Jahres gegen den FC Wohlen. In Winterthur, wo er seine gesamte Karriere spielte, wurde er in der Verteidigung oder als defensiver Mittelfeldspieler eingesetzt. Im Februar 2016 wird Schuler zum Kapitän des FC Winterthur ernannt. Diese Rolle behielt er bis zu seinem Karrieren Ende als Profi nach der Saison 2016/17.
Seit April 2019 ist Schuler Assistent des Sportchefs bei den BSC Young Boys. Seit Schuler bei den Young Boys ist, wurden sie dreimal in Serie Schweizer Meister und gewannen ein Mal den Schweizer Cup.